# Exhibiting Forgiveness
Exhibiting Forgiveness (dt. etwa: „Vergebung zeigen“) ist ein US-amerikanischer Spielfilm von Titus Kaphar aus dem Jahr 2024. Die Uraufführung des Familiendramas mit André Holland in der Hauptrolle erfolgte im Januar 2024 beim 40. Sundance Film Festival. Dort wurde das Werk in den US-amerikanischen Spielfilmwettbewerb eingeladen.

## Handlung
Der Afroamerikaner Tarrell wird als neuer Star in der Kunstwelt gehandelt. Er schafft kraftvolle, transzendente Bilder, mit denen er Kindheitstraumata verarbeitet. Als Kind wurde er von seinem Vater La’Ron misshandelt. Als Tarrell eines Tages unerwartet Besuch von La’Ron erhält, wirft ihn diese Begegnung aus der Bahn. Sein Vater war früher drogenabhängig und möchte sich mit seinem entfremdeten Sohn unbedingt versöhnen. Beide versuchen, frühere Geschehnisse zu vergessen und einander zu verzeihen.

## Veröffentlichung und Rezeption
Exhibiting Forgiveness wurde am 20. Januar 2024 im Rahmen des Sundance Film Festivals uraufgeführt. Im Online-Katalog priesen die Veranstalter das Werk als „gefühlvollen, raffinierten und wunderschön gestalteten Debütfilm“ an. Titus Kaphar entwickle „eine neue Filmsprache“, „die die Sprache von Farbe und Leinwand“ miteinbeziehe.

## Auszeichnungen
Exhibiting Forgiveness erhielt beim Sundance Film Festival 2024 eine Einladung in den Wettbewerb um den Großen Preis der Jury für den besten amerikanischen Spielfilm.